# Talsperre Dachwig
Die Talsperre Dachwig (Speicher Dachwig) liegt zwischen Dachwig und Großfahner nordwestlich von Erfurt in Thüringen. Der Stausee wurde zur Bewässerung von landwirtschaftlichen Flächen gebaut und diente diesem Zweck bis 1990. Heute hat er eine Naturschutzfunktion als Rast- und Brutplatz für Wasser- und Singvögel. Gestaut wird der Bach Jordan.
Der Staudamm ist ein homogener Erddamm aus bindigem Material. Die Wasserseite ist mit Schottersteinen befestigt, die Luftseite mit Rasen. Die Anlage besitzt ein kombiniertes Entnahme- und Überlaufbauwerk mit Überfalltrichter am wasserseitigen Dammfuß.